# Philip Bester
 Philip Bester  nacido en la ciudad alemana de Sonthofen, el 6 de octubre de 1988 es un tenista profesional nacionalizado canadiense.

## Carrera
Su ranking individual más alto logrado en el ranking mundial ATP, fue el nº 225 el 27 de julio de 2015. Mientras que en dobles alcanzó el puesto nº 186 el 26 de octubre de 2015.
Hasta el momento ha obtenido 3 títulos de la categoría ATP Challenger Series, todos ellos en modalidad de dobles.

### Copa Davis
Desde el año 2006 es participante del Equipo de Copa Davis de Canadá. Tiene en esta competición un récord total de partidos ganados/perdidos de 2/2 (2/2 en individuales y 0/0 en dobles).

## Títulos; 4 (0 + 4)
| Leyenda                        | Individuales | Dobles |
| ------------------------------ | ------------ | ------ |
| Grand Slam (tenis)\|Grand Slam | 0            | 0      |
| ATP World Tour Finals          | 0            | 0      |
| ATP World Tour Masters 1000    | 0            | 0      |
| ATP World Tour 500 Series      | 0            | 0      |
| ATP World Tour 250 Series      | 0            | 0      |
| ATP Challenger Series          | 0            | 4      |

### Dobles
| N.º | Fecha      | Torneo                   | Superficie | Compañero      | Oponentes en la final                | Resultado         |
| --- | ---------- | ------------------------ | ---------- | -------------- | ------------------------------------ | ----------------- |
| 1.  | 13.07.2008 | Challenger de Granby (1) | Dura       | Peter Polansky | Alberto Francis Nicholas Monroe      | 2-6, 6-1, [10-5]  |
| 2.  | 05.02.2011 | Challenger de Burnie     | Dura       | Peter Polansky | Marinko Matosevic Jose Rubin Statham | 6-4, 3-6, [14-12] |
| 3.  | 22.07.2012 | Challenger de Granby (2) | Dura       | Vasek Pospisil | Yuichi Itō Takuto Niki               | 6-1, 6-2          |
| 4.  | 22.03.2015 | Challenger de Rimouski   | Dura (i)   | Chris Guccione | Frank Dancevic Frank Moser           | 6–4, 7–66         |